# 高陽控股
高陽控股有限公司，簡稱高陽控股（英語：Hi Sun Holdings Limited，港交所除牌時0818.HK），在2001年7月11日，從粵海建業有限公司更名而來。主要業務當時從事銷售及生產各種建築材料類型。
但由於高陽集團需要轉為一家科技業務，包括互聯網、電子商貿等。故此在2001年5月31日，成立一家位於百慕達註冊的，高陽科技(中國)有限公司，並在同年10月17日，取代原有上市。

## 連結
- Hisun.com.hk （页面存档备份，存于）